# 제일원리
철학에서 제일원리(First principle)는 기초적이고 근원적인 가정 또는 제안을 의미하며, 이는 다른 가정 또는 제안에서 유도될 수 없다. 수학에서 제일 원리는 공리로 언급된다.
제일원리의 고전 적인 예로 유클리드의 기하학에 사용된 공리가 있다. 유클리드 기하학의 수백가지 명제들은 세 종류의 제일원리에 의해서 모두 유도가 가능하다. 여기서 세 종류의 제일원리는 유클리드 기하학에서 가정한 정의(definitions), 공준(postulates), 통념(common notions)에 해당한다.
자연과학에서는 제일원리를 그리스 원어인 Ab Initio 또는 풀어서 제1원리 계산으로 주로 사용한다.

## 같이 보기
- 추상
- 현재
- 무정의 용어

## 참고 문헌
- 전자구조계산물리학: 범밀도함수이론, 물리학과 첨단기술